# Еліезер Штайнман
Еліезер Штейнман (івр. אליעזר שטיינמן‎; 1892, Ободівка, Ольгопільський повіт, Подільська губернія — 7 серпня 1970, Тель-Авів) — єврейський письменник і есеїст. Писав на івриті та на їдиш.

## Життєпис

### Ранні роки
Еліезер Штейнман народився у містечку Ободівка, розташованому на лівобережжі Дністра (тепер Тростянецький район Вінницької області України). Невдовзі після його народження родина переїхала до сусідньої Бессарабії і облаштувалася у Кишиневі, де Штейнман отримав традиційну єврейську освіту, навчався у кишинівській єшиві й отримав сміху рабина. Під час навчання захопився світською літературою, особливо російською, і почав писати прозу на івриті, їдиш і російською мовою.
Перші оповідання надрукував у 1909-10 роках у журналах «Решафім» (під редакцією Давида Фрішмана) і «ґа-Шилоах» (Послання, Одеса — Берлін). Незадовго до початку Першої світової війни переїхав до Одеси, де вперше потрапив у літературне середовище; працював вчителем. Перекладав на іврит, зокрема Юхана Стріндберга, Метерлінка, Достоєвського та інших. У цей період почав друкувати в журналі «ґа-Цфіра» (Гудок, Варшава) хасидські оповідання — «Бі-йемей Бешт» (У дні Бешта), які принесли йому популярність.
Після революції, яку Штейнман вітав, жив у Москві, працював у видавництві А. І. Штибеля. У московському щоквартальнику «ґа-Ткуфа» (Епоха) надрукував роман «Схор Схор» (Коло та навколо, 1918), публікував нариси в газеті «ґа-Ам» (Народ). У 1919 році повернувся до Одеси, разом із Ш. Цемахом редагував збірку «Ерец. Ле-Сіфрут Яфа у-ле-Вікорет» (Земля. Витончена література та критика), видав брошуру «ґа-Комуніст ґа-Іврі» (Івритський комуніст, 1919; перевидана в Ізраїлі у 1950-і роки поетом Авраамом Шльонським у журналі «Орлогін» і в 2001 році Беньяміном Харшавом). Штейнман намагався поєднати іврит з революцією: «Упав оплот чорного юдаїзму — хай живе червоний юдаїзм! будемо плекати і леліяти івритську культуру … наситимо її нашою кров'ю, вдихнемо в неї потужні сили повстання. Хай живе івритський комуніст!»

### Після від'їзду
У 1920 році повернувся до сім'ї у Кишинів, у Бессарабію, котра вже відійшла до Румунії, а ще за три роки поїхав до Варшави, де друкував оповідання, есе і нариси на івриті в «ґа-Цфіра» і на їдиші в «Дер Момент», заснував журнал «Колот» (Голоси, у 1923-24 роках видано 11 номерів), випустив збірку «Оповідання» (1923), роман «Естер Хайес» (1923) і книгу публіцистики (1924) на івриті та дві книги на їдиш — збірка оповідань і есе про єврейські погроми в Україні.
У 1924 році переселився в Тель-Авів (Палестина) і почав співпрацювати з «ґа-Арец» (Земля) і «ґа-Олам» (Світ), редагував орган Союзу івритских письменників — збірку «Месіба» (1926), потім модерністський журнал «Ктувим» (1926-33), одне з найпопулярніших літературних видань країни. У зв'язку з приїздом до Тель-Авіва письменника Шалома Аша (1926), Х. Н. Бялик опублікував у журналі статтю, в якій високо оцінив значення мови їдиш і творчості Аша. У розпал войовничого антиїдишизму ця стаття викликала шокову реакцію. Вже на початку 1927 року Союз івритських письменників відмовився визнавати «Ктувим» своїм органом, а в 1932 році через теоретичні розбіжності з нього пішов і Авраам Шльонський (заснувавши конкуруючий авангардистський журнал «Турім»), і інтерес до видання поступово згас. Ізоляції Штейнмана сприяло ще й те, що в побуті він, як і Бялик, продовжував послуговуватися їдишем.

### Творчість після 1930 року
У ці роки Штейнман видав два романи — «Зугот» (Пари, 1930) і «Дудаїм» (Мандрагори, 1931), збірки есеїстики: «ґа-Єсод ба-Хінух» (Основи освіти, 1930), «Мешихіют» (Месіанство, 1930), «Шаар ґа-Вікуах» (В порядку полеміки, 1933), вів у газеті «Давар» постійну колонку. У наступні роки опублікував десятки томів оповідань, спогадів, автобіографічних записок, записів бесід із сучасними письменниками, роман «Содот» (Таємниці, 1938), збірку статей про перших поселенців «Сефер Меа Шана» (Книга століття, у співавторстві з Я. Я. Тріваксом і І. Яарі-Полескіном), збірки есе «Шахор Ал-Габей Тхелет» (Чорним по блакитному) і «Бі-Нтівот ґа-Емуна» (Шляхами віри, 1943), книгу про письменників «Бе-Маагал ґа-Дорот» (У колі поколінь, 1944), повісті «Бар-Мінан Ду-Парцуфі» (Лукавий небіжчик, 1944) і «Црор Мафтехот» (Зв'язка ключів, 1950), книгу спогадів «Ко Амар Фрішман» (Так говорив Фрішман, 1950), збірки оповідань і літературних есе «Сіппурім кцарім» (Короткі оповідання, 1966), «ґа-Яхід ве-ґа-Олам» (Особистість і світ, 1966), «Аїн Ло Раата» (Око не бачило, 1967), «ґа- Мелех Айеф» (Цар втомився, 1968) — історія царів Саула і Давида, «Ле-Кол ґе-Халіл» (Під звуки сопілки, 1968).
Тоді ж вийшло зібрання творів письменника у чотирьох томах та серія перекладених ним у белетризованій формі для юнацтва класичних творів хасидської і релігійної літератури «Ялкут Маамарім» (Збірка статей), «Беер ґа-Хасідут» (Джерело хасидизму, 1951), збірки хасидських історій «Ган ґа-Хасідут» (Сад хасидизму, 1957) і «Канкан ґа-Кесеф» (Срібний глечик, 1969), окремі збірки оповідань про хасидських мудреців Польщі, Галичини, Угорщини та України, переказ талмудичних легенд «Беер ґа-Талмуд» (Джерело Талмуду, 1963-65), книгу в пам'ять про кантора Лейбеле Гланца (їдиш та іврит, 1965), антології та збірки про видатних діячів єврейської культури минулого, переклади з їдишу (Книга пам'яті Брест-Литовська, хасидські історії); вже посмертно, у 1971 році, вийшов укладений Штейнманом том його вибраної прози на їдиші «Інтим Міт Дер Велт» (Наодинці зі світом, видавництво «ґа-Менора», Тель-Авів).
Лауреат державної премії Ізраїлю (1963) і літературної премії ім. Бялика (1959).
Сини Штейнмана — ізраїльські прозаїки Давид Шахам (1923—2012) І Натан Шахам (1925—2018).